# 特丽尔·埃克霍夫
特丽尔·坎彭海于格·埃克霍夫（挪威語：Tiril Kampenhaug Eckhoff，1990年5月21日—）生于阿克什胡斯郡贝鲁姆，是一名挪威女子冬季两项运动员。

## 生平
特丽尔在2008年加入挪威国家队，2011年首次代表国家参加世界杯分站赛。她曾在2017年遇上视力问题，在比赛期间容易看不清靶子，她也因此在那一年接受视力方面的治疗。

## 家庭
特丽尔的哥哥Stian和姐姐Kaja都是冬季两项运动员，其中哥哥Stian在退役后担任挪威女子国家队的教练。

## 外部連結
- 蒂丽尔·埃克霍夫在IBU（英语）
- 蒂丽尔·埃克霍夫在FIS (cross-country)（英语）
- 蒂丽尔·埃克霍夫在Olympics.com（英语）
- 蒂丽尔·埃克霍夫在Olympedia（英语）